# Ладо
Ладо (англ. Lado) — колониальный торговый пост, расположен на территории округа Джуба (округ) штата Центральная Экватория Южного Судана на западном берегу реки Белый Нил.

## История
Когда генерал Чарльз Джордж Гордон был назначен губернатором египетской провинции Экватория в 1874 году, он перенёс свою столицу из Гондокоро в Ладо, где был более здоровый климат., так как на предыдущем месте гарнизон страдал от малярии и угонов скота местными племенами. Однако речной порт был расположен в Реджафе.
В 1878 году Эмин-Паша был назначен губернатором Экватории, провинции номинально находящейся под контролем Египта, его штаб-квартира находилась в Ладо.
Одно время поселение было столицей Анклава Ладо